# Wereldkampioenschappen zeilwagenrijden 2010
De wereldkampioenschappen zeilwagenrijden 2010 waren door de Internationale Vereniging voor Zeilwagensport (FISLY) georganiseerde kampioenschappen voor zeilwagenracers. De 12e editie van de wereldkampioenschappen vond plaats in het Belgische De Panne van 9 tot 15 oktober 2010. Het was tevens de 47e editie van de Europese kampioenschappen.

## Uitslagen

### Heren
| klasse         | Goud             | Zilver                | Brons               |
| -------------- | ---------------- | --------------------- | ------------------- |
| Standart       | Yann Demuysere   | David Denut           | François Garnavault |
| Klasse 2       | Ludovic Wasselin | Henri Demuysere       | Alexander Maere     |
| Klasse 3       | Olivier Imbert   | Hans-Werner Eickstadt | Ivan Ameele         |
| Klasse 5 sport | Alban Morandière | François Papon        | Aurélien Morandière |
| Klasse 5 promo | Victor Artus     | Augustin Descure      | Quintin Alvarez     |
| Klasse 8       | John Jansen      | Stéphen Schapman      | Arjen van der Tol   |

### Dames
| klasse         | Goud                              | Zilver           | Brons          |
| -------------- | --------------------------------- | ---------------- | -------------- |
| Standart       | Marie-Christine Ribaud de Gineste |                  |                |
| Klasse 2       |                                   |                  |                |
| Klasse 3       | Hélène Cazier                     |                  |                |
| Klasse 5 sport | Olivia Lys                        | Jeanne Zom       |                |
| Klasse 5 promo | Hélène Dodier                     | Clémence Lambert | Sara Teirlynck |
| Klasse 8       | Carien Van der Meulen             | Annika Grab      | Stefanie Mohr  |

1975 ·
1980 ·
1981 ·
1987 ·
1993 ·
1998 ·
2000 ·
2002 ·
2004 ·
2006 ·
2008 ·
2010 ·
2012 ·
2014 ·
2018 ·
2020
1963 ·
1964 ·
1965 ·
1966 ·
1967 ·
1968 ·
1969 ·
1970 ·
1971 ·
1972 ·
1973 ·
1974 ·
1975 ·
1976 ·
1977 ·
1978 ·
1979 ·
1980 ·
1981 ·
1982 ·
1983 ·
1984 ·
1985 ·
1986 ·
1987 ·
1988 ·
1989 ·
1990 ·
1991 ·
1992 ·
1993 ·
1994 ·
1995 ·
1996 ·
1997 ·
1998 ·
1999 ·
2000 ·
2001 ·
2002 ·
2003 ·
2004 ·
2005 ·
2006 ·
2007 ·
2009 ·
2010 ·
2011 ·
2013 ·
2015 ·
2016 ·
2017 ·
2019 ·
2020 ·